# 가모정 (야마가타현)
가모정(加茂町)은 야마가타현 니시타가와군에 있던 정이다. 현재의 쓰루오카시 중심부에 해당한다.

## 역사
- 1889년 4월 1일 - 정촌제 시행에 의해 6촌의 구역을 가지고 성립하였다.
- 1890년 10월 27일 - 정으로 승격해 가모정이 되었다.
- 1955년 4월 1일 - 쓰루오카시에 편입, 동일 가모정은 폐지되었다.

## 교통

### 철도
- 쇼나이 교통
  - 유노하마선

### 도로
- 국도 제112호선
- 야마가타 현도 제50호선
- 야마가타 현도 제43호선

## 참고문헌
- 가도카와 일본 지명 대사전 6 山形県
- 加茂港史